# 特里基亚纳
特里基亚纳（義大利語：Trichiana），曾是意大利威尼托大区贝卢诺省的一个市镇。总面积43.82平方公里，人口4797人，人口密度109.5人/平方公里（2009年）。国家统计（ISTAT）代码为025061。
2019年1月30日伦蒂艾、梅尔和特里基亚纳三市镇合并为新的市镇瓦尔贝卢纳镇。

## 友好城市
- 法國索邦斯 2011年